# Lvea Aem
Lvea Aem (tiếng Khmer: ស្រុកល្វាឯម) là một huyện (srok) thuộc tỉnh Kandal, Campuchia. Sử nhà Nguyễn gọi là Lô Viên, Lô Yêm hay Lư An.
Huyện được chia thành 15 xã (khum) và 43 làng (phum).
Các xã, thị trấn của huyện Lvea Aem, gồm:
- Akreiy Ksatr: Akreiy Ksatr, Khsach, Pou Thum, Tuol Meas
- Barong: Khnor Kar, Barong
- Boeng Krum: Boeng Krum Leu, Boeng Krum Kraom
- Kaoh Kaev: Kaoh Kaev Leu, Kaoh Kaev Kraom
- Kaoh Reah: Kaoh Reah Leu, Kaoh Reah Kraom
- Lvea Sar (Lvea Sa): Lvea Sa Leu, Lvea Sa Kandal, Lvea Sa Kraom
- Peam Oknha Ong: Peam Ta Aek, Preaek Ta Ong Ti Muoy, Preaek Ta Ong Ti Pir, Preaek Ta Ong Ti Bei, Veal Thum
- Phum Thum: Preaek Ta Prang, Preaek Krouch
- Preaek Kmeng: Preaek Kmeng, Tuol Trea
- Preaek Rey: Preael Rey, Preaek Chhmouh, Preaek Kong Reach
- Preaek Ruessei: Preaek Pra, Preaek Chrey, Preaek Ruessei, Anlong Trea, Peam Sdei
- Sambuor: Sambuor, Preaek Char, Chrouy Chreae
- Sarikakaev: Sarikakaev Ta Chou, Kdei Kandal, Ta Skor
- Thma Kor: Thma Kor, Phlov Trei
- Tuek Khleang: Tuek Khleang, Samraong, Chrouy Pisei